# Причини Першої світової війни

Учасники Першої світової війни
Союзники по Антанті
Колонії, домініони, залежні та окуповані території країн Антанти
Центральні держави
Колонії та окуповані території Центральних держав
Нейтральні країни

Перша світова війна — світова війна, глобальний збройний конфлікт, який відбувався перш за все в Європі від 28 липня 1914 по 11 листопада 1918 року. Під час неї загинуло понад дев'ять мільйонів солдат і цивільних жителів. Конфлікт мав вирішальний вплив на історію XX століття.
Для кожної країни існували певні причини для розв'язання Першої світової війни. 
Наростання політичної кризи у світі, загострення капіталістичних протиріч наприкінці XIX ст. і особливо на початку XX ст. призвели до створення в Європі двох ворожих воєнно-політичних союзів: Антанти, що об’єднувала Англію, Францію, Російською імперією та "Троїстого союзу", до складу якого входили Німеччина, Австро-Угорщина та Італія.
Перша Світова війна різко загострила всі суперечності капіталізму, у тому числі й внутрішні суперечності країн-учасниць війни, створила в них обстановку революційної кризи.
Основною її причиною було небачене загострення суперечностей між провідними країнами світу внаслідок нерівномірності їхнього економічного розвитку, змінилося співвідношення сил у світовій економічній системі. Німеччина після 70-х років XIX ст. розвивалася у 3-4 раза швидше ніж Англія і Франція, а Японія - разів у 10 швидше, ніж Російська імперія. 
Безпосереднім приводом для війни стало вбивство 28 червня 1914 року в Сараєві австрійського ерцгерцога Франца Фердинанда сербським студентом Гаврилом Принципом. Австро-Угорщина заявляє протест Сербії і просить провести розслідування за участі австрійської поліції, для того щоб виявити терористичні організації, спрямовані проти Австро-Угорщини. Паралельно із цим йдуть напружені секретні дипломатичні консультації між Сербією і Російською імперією з одного боку і між Австро-Угорщиною та Німецькою імперією з іншого боку.
Другою причиною війни був той факт, що на початку XX ст. розвиток науково-технічного прогресу привів до появи нових, більш могутніх засобів винищення людей. Почалася гонка озброєнь, на якій наживалися військові монополії. Одночасно відбувалася мілітарізація свідомості величезних мас людей.

## Велика Британія
- Не мала наміру відчужено спостерігати за проникненням Німеччини в райони, які вважала «своїми»: Східну і Південно-Західну Африку;
- Здійснювала проти Німецької імперії неоголошену економічну і торгову війну;
- Здійснювала активні військово-морські приготування на випадок агресивних дій з боку Німецької імперії;
- Через потенційну німецьку загрозу відмовилася від традиційної для країни політики «блискучої ізоляції» і перейшла до політики утворення антинімецького блоку держав.

Британія була стурбована економічним домінуванням Німеччини в Європі та світі. На початку 90-тих років ХІХ століття Німеччина посідає перше місце за обсягами ВВП в Європі, відтісняючи на друге місце Британію. Британський уряд не може змиритись з цим фактом, враховуючи, що протягом багатьох століть Британія була «майстернею світу», найбільш економічно розвиненою країною. Звичайно, Британія відчувала себе ураженою, вона жадала помсти, тепер вже економічної.

## Французька республіка
- Прагнула узяти реванш за поразку, завдану їй Королівством Пруссія у франко-пруській війні 1870 року;
- Мала намір повернути Ельзас і Лотарингію, відокремлені від Французької республіки 1871 року;
- Зазнавала збитків на своїх традиційних ринках збуту в конкуренції з німецькими товарами.

У 1871 році в Дзеркальному залі Версальського палацу відбулось тріумфальне об'єднання Німеччини. Була утворена друга імперія. Проголошення відбувалось на тлі Франко-прусської війни, в якій Франція зазнала катастрофічної поразки. Це стало національним приниженням: мало того, що Наполеон III, імператор всіх французів, був взятий в полон майже відразу, від другої імперії у Франції залишились одні руїни. Виникає Паризька комуна, чергова революція, як це часто буває у Франції. Війна закінчується тим, що Франція погоджується з поразкою, яку наносить їй Німеччина, підписує Франкфуртську угоду 1871 року, за якою Ельзас і Лотарингія відчужуються на користь Німеччини та стають імперськими територіями.
Крім цього, Франція зобов’язується виплатити Німеччині контрибуцію у розмірі 5 млрд франків. Значною мірою ці гроші пішли на розвиток німецької економіки, що вже у 1890-х роках призвело до її небувалого підйому. Але справа навіть не у фінансовій стороні питання, а саме в національному приниженні, яке відчули французи. Про це приниження пам’ятатиме не одне покоління, починаючи з 1871 і аж до 1914 року. Саме тоді виникають ідеї реваншизму, які об’єднують всю Третю республіку, народжену в горнилах Франко-прусської війни. Не важливо хто ти: соціаліст, монархіст, центрист — всіх об’єднує ідея помсти Німеччині та повернення Ельзасу і Лотарингії.
Франція планувала повернути Ельзас і Східну Лотарингію, захистити Саарську область та лівий берег Рейну (там були розташовані сучасні промислові підприємства)

## Японія
Японія планувала захопити німецькі орендні території в Китаї (півострів Шаньдунь) та острови у Тихому океані.

## Російська імперія
- Претендувала на вільний прохід свого флоту в Середземному морі, наполягала на ослабленні або перегляді на свою користь режиму контролю над протокою Дарданелли;
- Розцінювала будівництво залізниці Берлін-Багдад (1898 рік) як недружній з боку Німецької імперії акт. При цьому, посилаючись на те, що це зазіхає на її права в Азії за російсько-британським договором 1907 року про розподіл сфер впливу в цьому регіоні;
- Протидіяла австро-угорському і німецькому проникненню на Балкани;
- Наполягала на винятковому праві протекторату над усіма слов'янськими народами; підтримувала на Балканах антиавстрійсько-угорських і антиосмансько налаштованих сербів і болгар.

Для Російської імперії ключовою темою стояло питання про слов'ян, тобто про слов’янські народи, які живуть на Балканах. Ідеї панславізму, які набирають оберти в 1860-ті роки, в 1870-ті призводять до Російсько-турецької війни, у 1880—1890-ті ця ідея залишається, і так вона переходить в ХХ століття. Улюблена ідея Російської імперії , вона остаточно втілюється в 1915 році. Основним задумом стало повернення Константинополя, поставити хрест над Святою Софією. Крім цього, повернення Константинополя мало вирішити всі проблеми з протоками, з переходом з Чорного моря в Середземне. У цьому й полягала одна з основних геополітичних цілей Російської імперії. І плюс до всього, звичайно, відтіснити німців з Балкан.

## Королівство Сербія
- Новоутворена держава (повна незалежність з 1878 року) прагнула затвердитися на Балканах як лідер слов'янських народів півострова;
- Планувала утворити союзну державу, включивши в неї всіх слов'ян, що проживали на півдні Австро-Угорської імперії;
- Неофіційно підтримувала націоналістичні організації, що боролися проти Австро-Угорщини і Османської імперії.

## Німецька імперія
- Як нова динамічна імперія прагнула до військового, економічного і політичного лідерства на континенті;
- Почавши боротьбу за колонії тільки після 1871 року, претендувала на рівні права в колоніальних володіннях Великої Британії, Французької республіки, Бельгії, Нідерландів і Португалії. Виявляла особливу активність в отриманні ринків;
- Кваліфікувала Антанту як загрозу, що мала на меті підірвати могутність Німецької імперії.

## Австро-Угорська імперія
- Була багатонаціональною імперією і внаслідок міжнаціонального протистояння була постійним вогнищем нестабільності в Європі;
- Прагнула утримати захоплені нею в 1908 році Боснію і Герцеговину;
- Протидіяла Російській імперії, що хотіла контролювати всіх слов'ян на Балканах, і Королівства Сербія, що претендувала на роль об'єднувального центру південних слов'ян імперії.

## Королівство Італія
- Встановлення контролю над східним узбережжям Адріатичного моря (Далмація, Албанія тощо);
- Приєднання Тіролю;
- Повернення Савої та Ніцци, що входили до Франції;
- Загарбання Тунісу та Східної Африки (Сомалі, Ефіопія, Кенія).